# Weesperzijde
La Weesperzijde est un quartier de l'arrondissement d'Oost à Amsterdam.

## Géographie
La Weesperzijde tire son nom de la rue éponyme, longeant le fleuve Amstel sur sa rive droite. Le quartier est délimité par le fleuve à l'ouest, le Mauritskade au nord et le quartier d'Omval au sud. La Wibautstraat, sous laquelle passe le métro, qui traverse le quartier selon un axe allant du nord au sud, constitue l'un des principaux axes de circulation du centre-ville d'Amsterdam. Le Berlagebrug et le Nieuwe Amstelbrug, qui enjambent l'Amstel, constituent les deux principales liaisons avec l'arrondissement de Zuid.